# IAF-Flugakademie

i8
i11
i13
Die IAF-Flugakademie (englisch IAF Flight Academy) ist die Flugschule der Israelischen Luftwaffe (IAF). Die Ausbildung gilt als eine der anspruchsvollsten ihrer Art und nur etwa 10 Prozent der Bewerber schließen sie erfolgreich ab. Sie dauert drei Jahre und wird auf dem Militärflugplatz Chazerim im Südbezirk Israels durchgeführt. Während dieser drei Jahre durchlaufen die Kadetten fünf Stufen, von denen vier ein halbes Jahr dauern und eine ein ganzes. Die IAF-Flugakademie bildet angehende Flieger in fünf Luftfahrtberufen aus: allgemeiner Pilot, Navigator, Cargopilot, Hubschrauberpilot und Kampfpilot. Am Ende der Flugschule müssen die Absolventen sich für sieben Jahre Dienst in der IAF verpflichten.

## Die fünf Stufen
(aus: How IAF pilots take off, siehe Einzelnachweise)
1. Die Vorbereitungs-Stufe

Das Hauptziel dieser Stufe ist es, die Kadetten zu Soldaten und Piloten der IDF und der IAF zu machen. Die Flugschüler erlernen militärische Disziplin, das Befolgen von Befehlen und Pünktlichkeit, beginnend mit einer achtwöchigen Grundausbildung. Während dieser Grundausbildung durchlaufen die Kadetten ein Soldatentraining, nehmen an Schießübungen teil und lernen, wie man unter Stress handelt. Im weiteren Verlauf müssen sie auch das erste Mal fliegen, einen Monat lang in einer deutschen Grob G 120A. Man will sehen, ob und wie die Schüler in der Lage sind zu fliegen, um sie in der Ausbildung dem passenden Flugzeugtyp zuweisen zu können. In der Vorbereitungs-Stufe besuchen die Kadetten auch für sechs Wochen die sogenannte Flugstudium-Brigade, wo sie in Mathematik, Physik und Aerodynamik unterrichtet werden. Dieses Studium gehört in jeder Stufe zum festen Bestandteil.
2. Die Basis-Stufe

In dieser Stufe wird Wert darauf gelegt, dass die Kadetten lernen, wie man Offizier und Führungspersönlichkeit wird und das jeder zuallererst ein Offizier ist. Das Soldatentraining wird fortgesetzt zunächst mit einem Rettungs- und dann mit einem Fallschirmspringerkurs, an deren Ende sich die Kadetten ihr Fallschirmspringer-Abzeichen verdienen. Diese Kurse werden in kleinen Gruppen durchgeführt, angeleitet von einem erfahrenen Ausbilder. Im sechswöchigen Studium werden die Kadetten in allem unterrichtet, was zum Thema Fliegen und Flugzeuge für sie wichtig ist. Am Ende der Stufe erfolgt eine weitere Prüfung ihrer Flugbegabung und die Zuteilung zu einer bestimmten Flugzeugart. Dort müssen sie ihre Fähigkeiten in modernen und komplexen Flugzeugen beweisen. Mögliche Kampfpiloten werden in einen italienischen M-346 Strahltrainer Lavi gesetzt, Helikopterpiloten in eine Bell 206 Sayfan, Navigatoren in eine Beechcraft King Air Tsufit, Transportflieger in eine Boeing 707 oder Lockheed C-130 Hercules. Haben sie die Tests bestanden, erhalten sie in einer Zeremonie auf der Festung Masada ihre IAF-Abzeichen.

Schulungsflugzeuge der IAF-Flugakademie
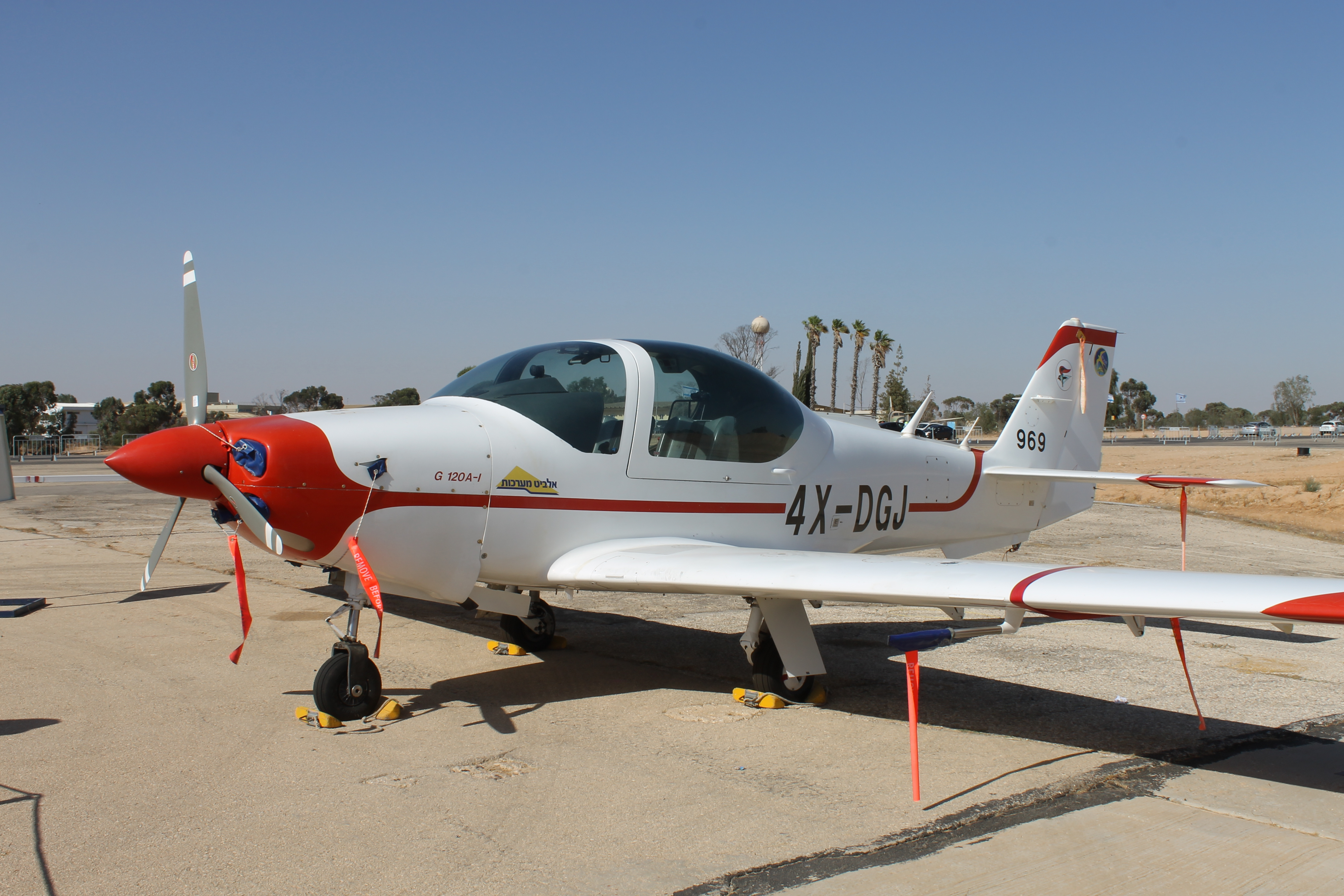
Deutsche Grob G 120A Snunit der Flugakademie
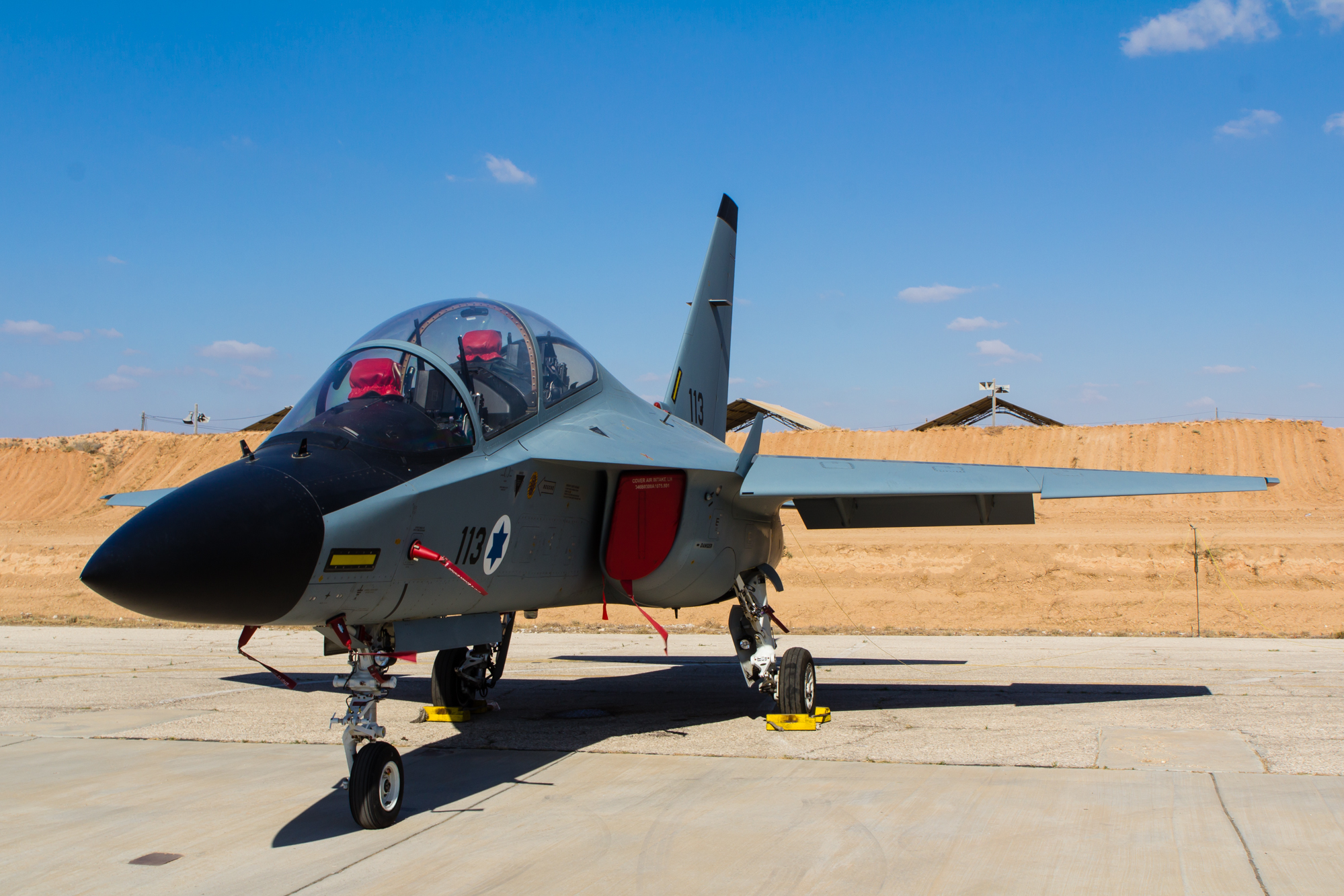
Ein italienischer M-346 Lavi Strahltrainer
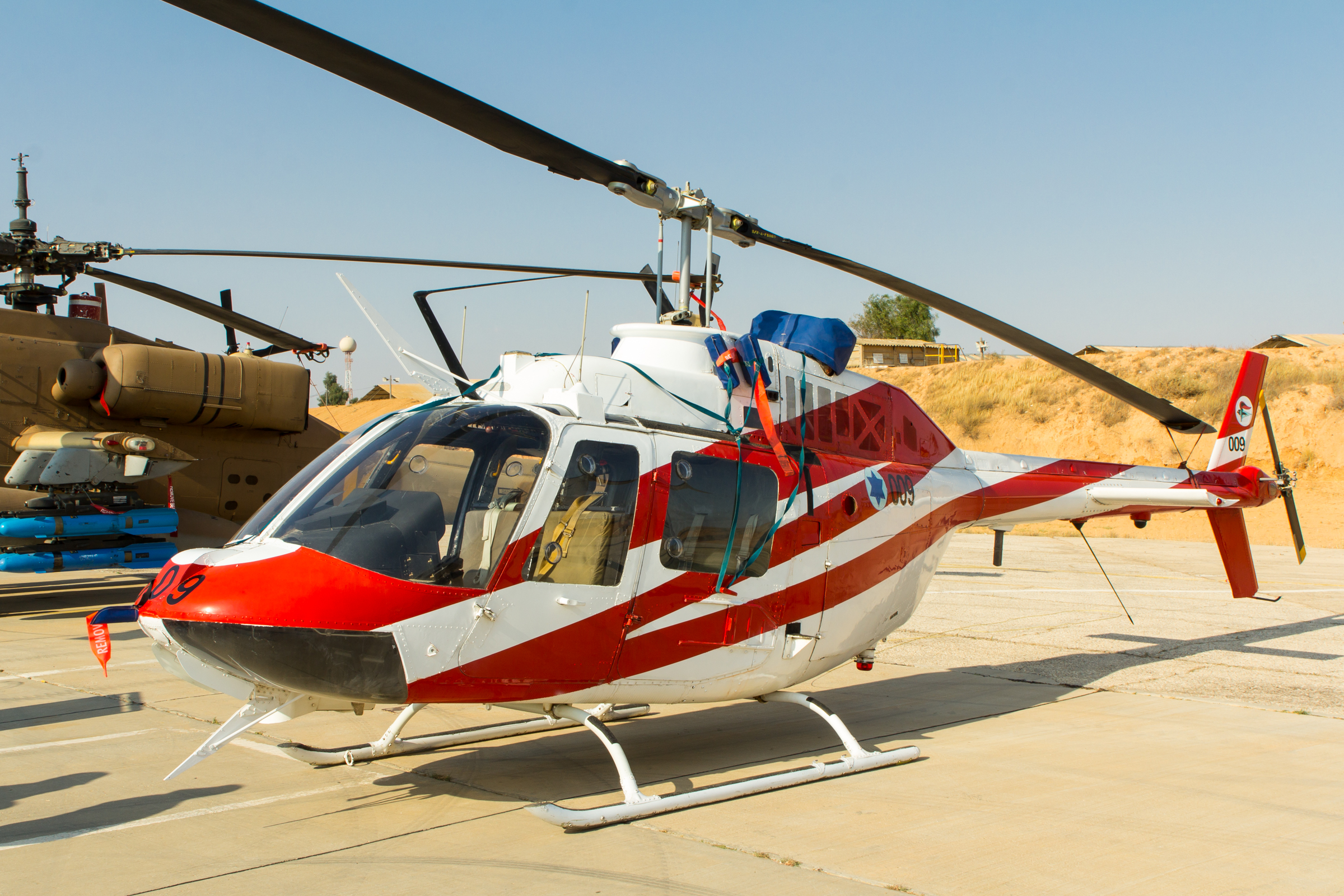
Eine Bell 206 Sayfan zur Helikopterausbildung
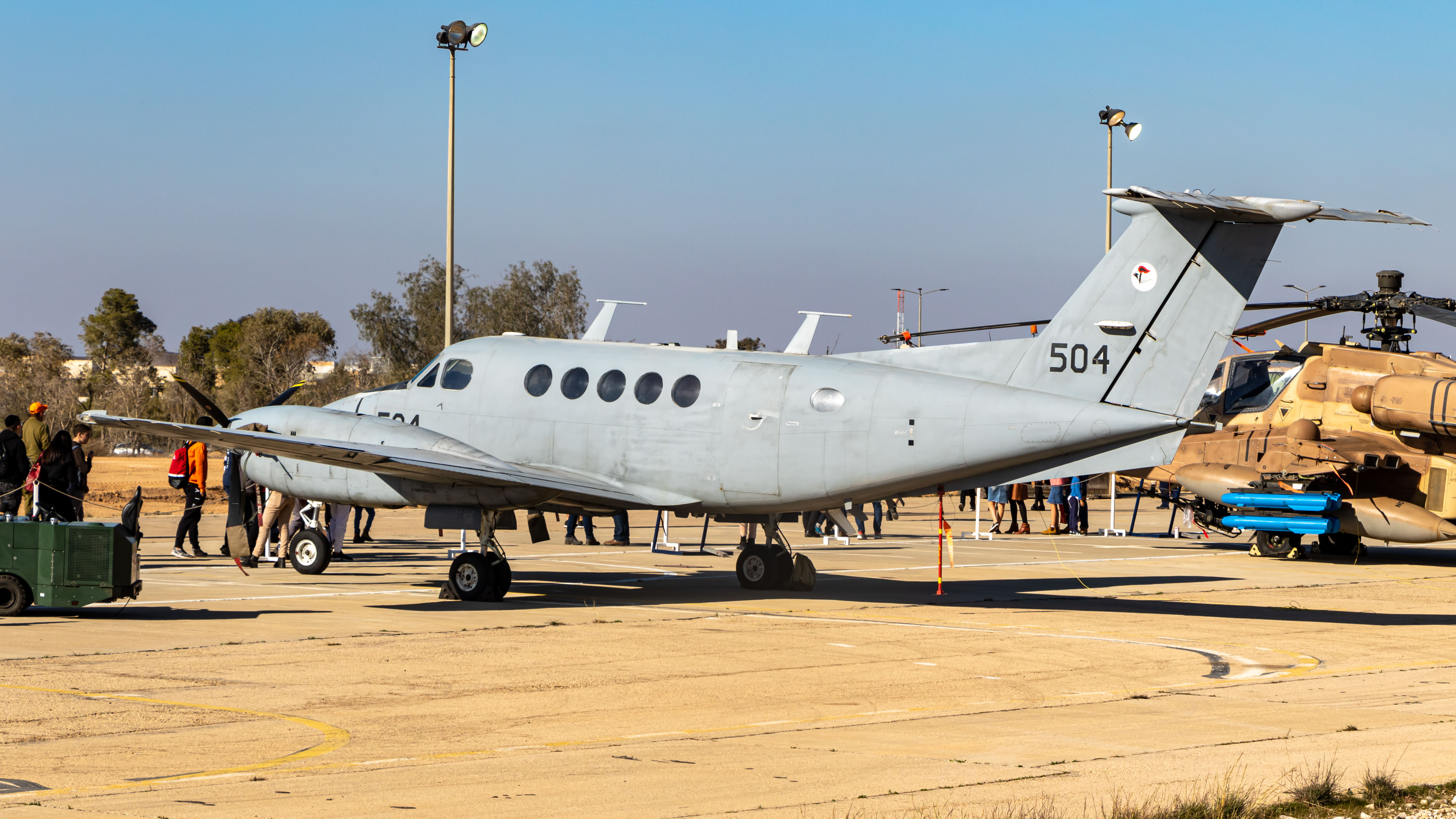
Eine Beechcraft King Air Tsufit der Flugakademie
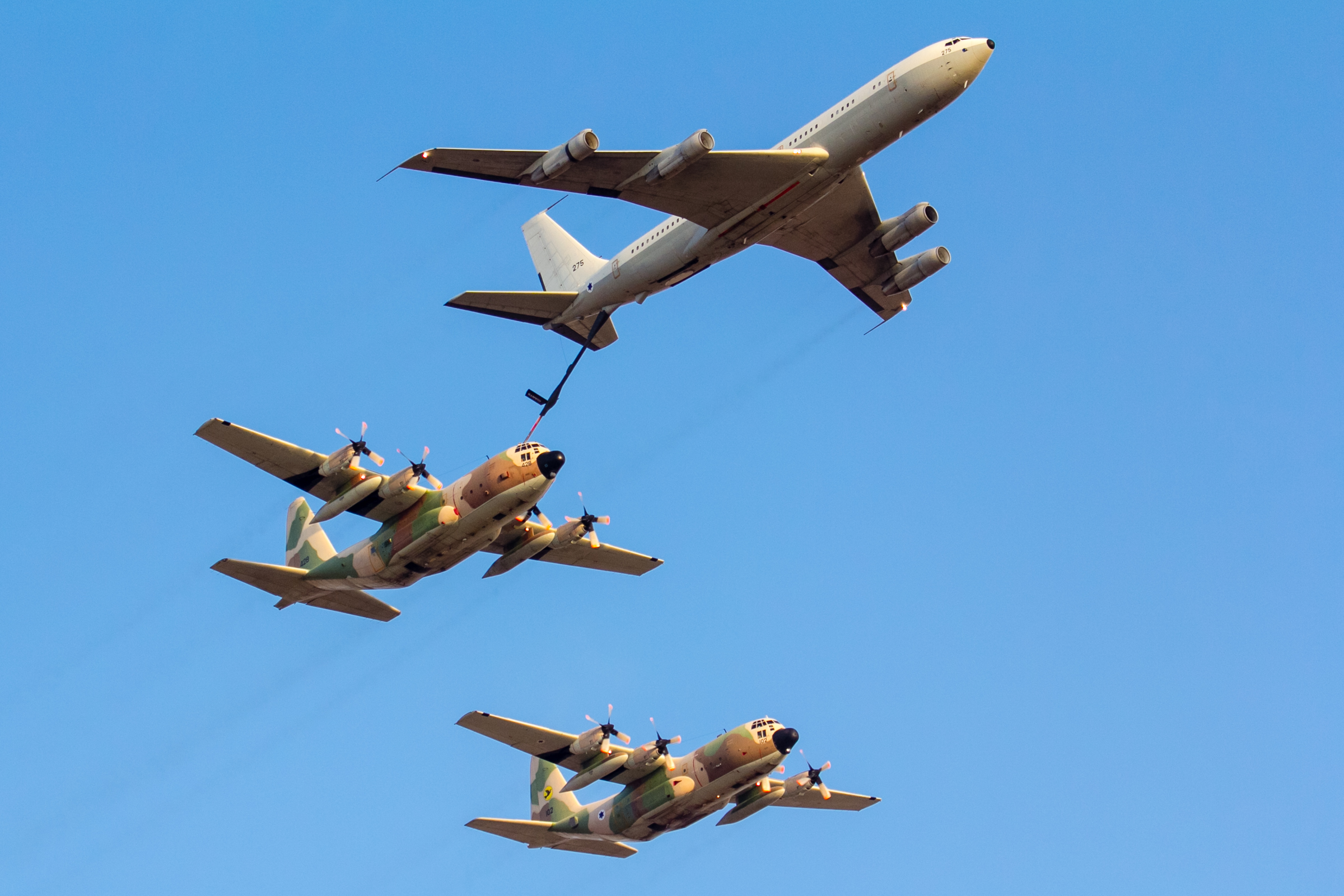
Boeing 707 Reem und C-130 Hercules Karnaf

3. Einüben von Flugfähigkeiten

Die dritte Stufe legt das Hauptaugenmerk auf die Grundfähigkeiten im Fliegen. Entgegen den vorangegangenen Phasen am Boden besteht diese Phase hauptsächlich aus Übungsflügen. Im Flugstudium wird Flugmechanik gelehrt, Computeranwendungen, Einführung in Statistik, Management und Algebra, in Abstimmung mit der jeweiligen Berufung.
4. Das akademische Jahr

Am Ende der letzten Stufe beginnen die Kadetten offiziell ihr akademisches Studium an der Flugakademie und bereiten sich auf den Bachelorabschluss vor. Dabei werden sie von Hochschullehrern aus ganz Israel unterrichtet. Diese Stufe ist nun komplett dem Studium gewidmet, dessen akademisches Jahr in Trimester unterteilt ist. Am Ende stehen Abschlussprüfungen wie an normalen Universitäten auch. Je nach ihren Leistungen und Fähigkeiten werden die Kadetten folgenden Fachbereichen zugewiesen: Mathematik und Informatik, IT und Management, Wirtschaft und Management, Politik, Regierung und Management. Außerdem belegen sie Kurse in Physik, Aerodynamik, Meteorologie, Waffensysteme und Navigation und über die Geschichte der IDF und IAF.
5. Die Fortgeschrittenen-Stufe

Während der letzten Stufe ihrer Ausbildung fliegen die Kadetten in ihren späteren Einsatzmaschinen und erwerben sich so fortgeschrittene Flugfähigkeiten. Gleichzeitig vervollständigen sie ihr Studium und studieren Waffensysteme, was der letzte Punkt ihres Flugstudiums ist. Am Ende der Stufe werden die Kadetten zu Offizieren, bekommen ihre Flügel-Abzeichen (Wings) und sind offizielle Piloten.

## Geschichte

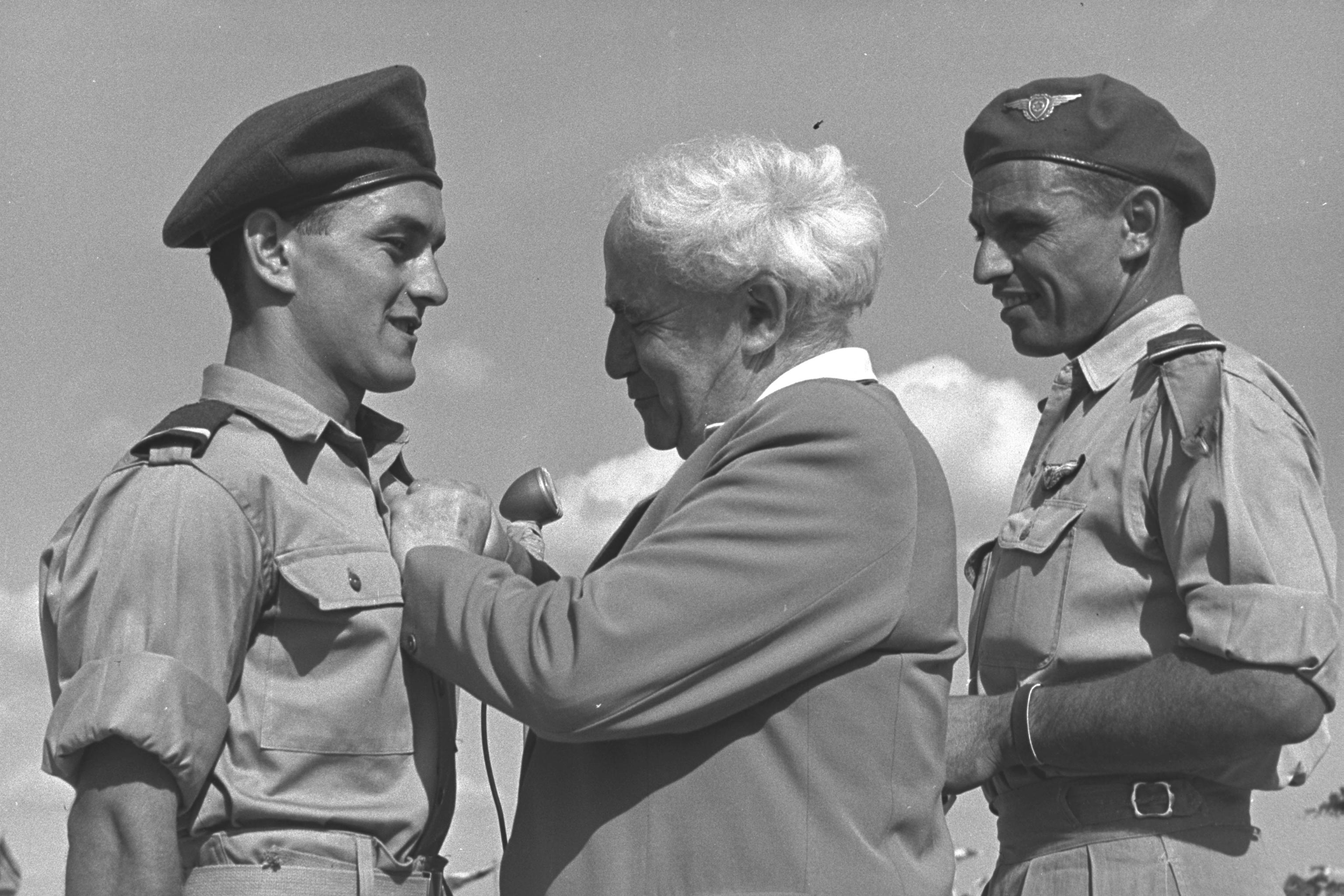
Premierminister David Ben-Gurion zeichnet Absolventen der IAF-Flugschule aus, 10. August 1950

Der erste IAF-Flugschulkurs wurde im März 1949 auf dem Militärflugplatz Chazor zu Ende gebracht. Zuvor hatten die ersten vier Absolventen ihr Training in der Tschechoslowakei erhalten. Im Mai 1949 kamen 12 weitere Absolventen hinzu, die ebenfalls noch in der Tschechoslowakei das Fliegen gelernt hatten. Der erste Flugschulkurs, der komplett in Israel stattfand, wurde in Camp Sirkin bei Petach Tikwa abgehalten und begann am 14. Februar 1950. Die meisten Fluglehrer kamen aus dem Ausland und die offizielle Kurssprache war Englisch. Der Kurs endete am 10. August 1950 mit 13 Piloten und 4 Navigatoren. Um sie als Kampfpiloten weiterzubilden, wurde im Dezember 1950 eine spezielle Trainingsstaffel aufgestellt, die die Supermarine Spitfire flog.
Noch bis 1955 fanden die Flugschulkurse auf dem Militärflugplatz Sirkin statt, bis der Umzug auf den Militärflugplatz Tel Nof geschah. Im April 1966 wurde dann noch einmal umgezogen, zum jetzigen Standort auf dem Militärflugplatz Chazerim. Da in der Folgezeit immer mehr Helikopterpiloten gebraucht wurden, erweiterte man die Flugschule um diese Ausbildung. Bis dahin wurden alle israelischen Helikopterpiloten in Europa und den USA ausgebildet. Im Jahr 2002 änderte sich die Struktur der Kurse, indem sie von zwei auf drei Jahre ausgedehnt wurden und auch akademische Bildung enthielten. Ebenfalls ab 2002 erhalten die Absolventen den Rang eines Offiziers und nicht mehr den eines Unteroffiziers.
Seitdem eine jüdische Immigrantin 1994 vor dem höchsten Gericht Israels erfolgreich ihr Recht eingeklagt hatte, in der IAF als Pilotin arbeiten zu dürfen, nimmt die Flugakademie auch Frauen auf. Sie selbst bestand daraufhin den Eingangstest, scheiterte aber bei der medizinischen Untersuchung und wurde nicht angenommen. Die erste weibliche Kampfpilotin erhielt ihr Flügel-Abzeichen im Jahr 2001, die erste Frau als Navigatorin bereits drei Jahre zuvor.
Obwohl israelische Araber der IDF beitreten dürfen, ist nicht klar, ob sie das auch an der Flugakademie tun dürfen. Als sich 2006 ein israelischer Araber bewarb, wurde er nicht angenommen. Im Jahr 2009 beendete ein israelischer Druse erfolgreich die Ausbildung und erhielt sein Flügel-Abzeichen. Anfang 2018 wurde bekannt gegeben, dass ein Beduine an der Flugakademie angenommen worden sei.

Ausbildung und Abschluss
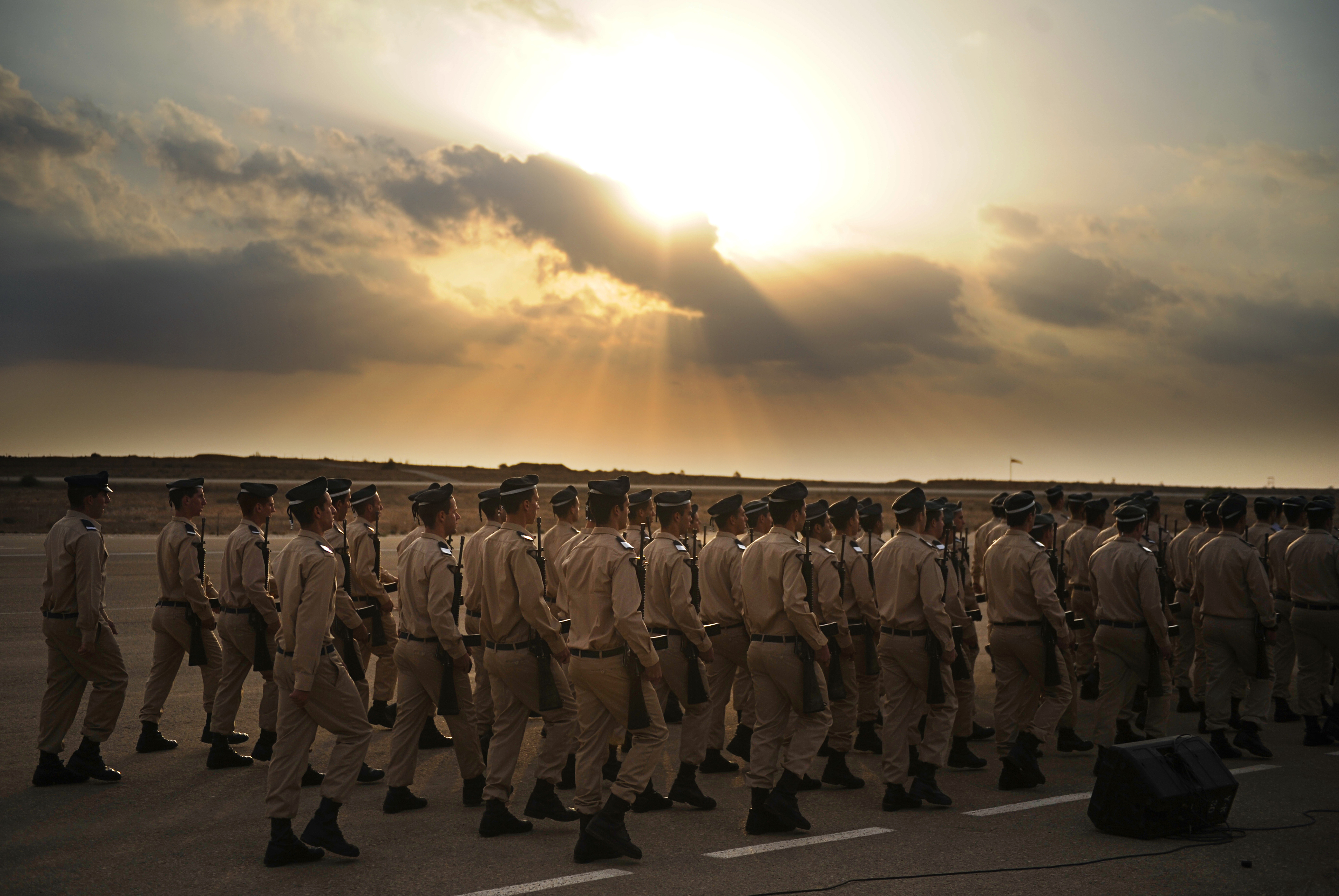
Junge Kadetten der Flugschule lernen das Marschieren
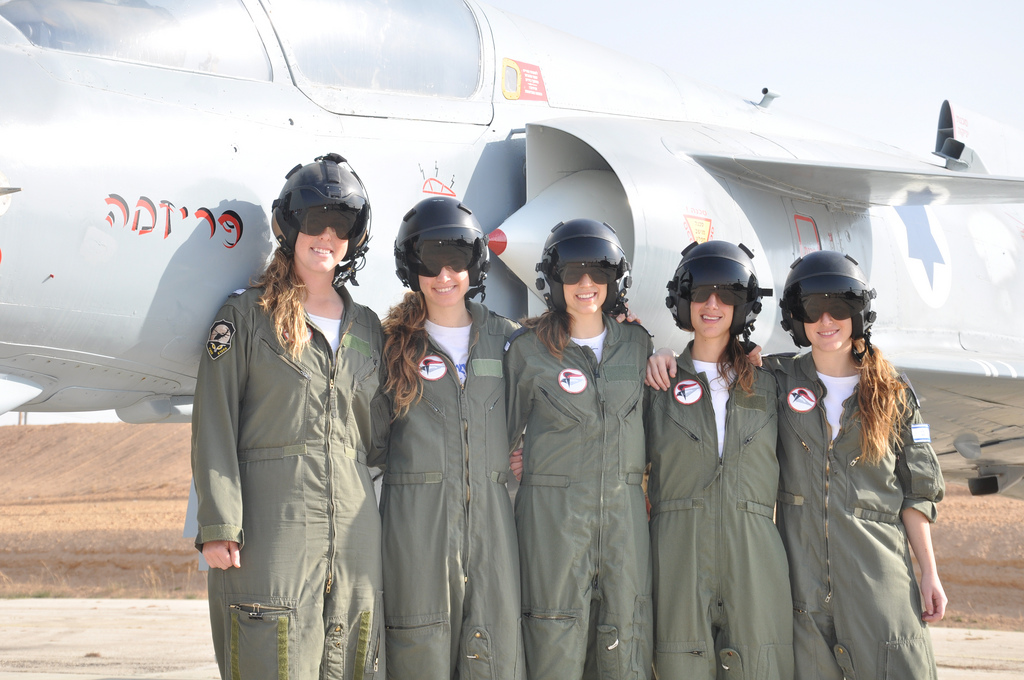
Fünf angehende IAF Pilotinnen 2011
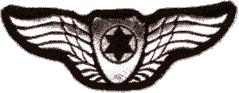
Das Flügel-Abzeichen, die sogenannten Wings
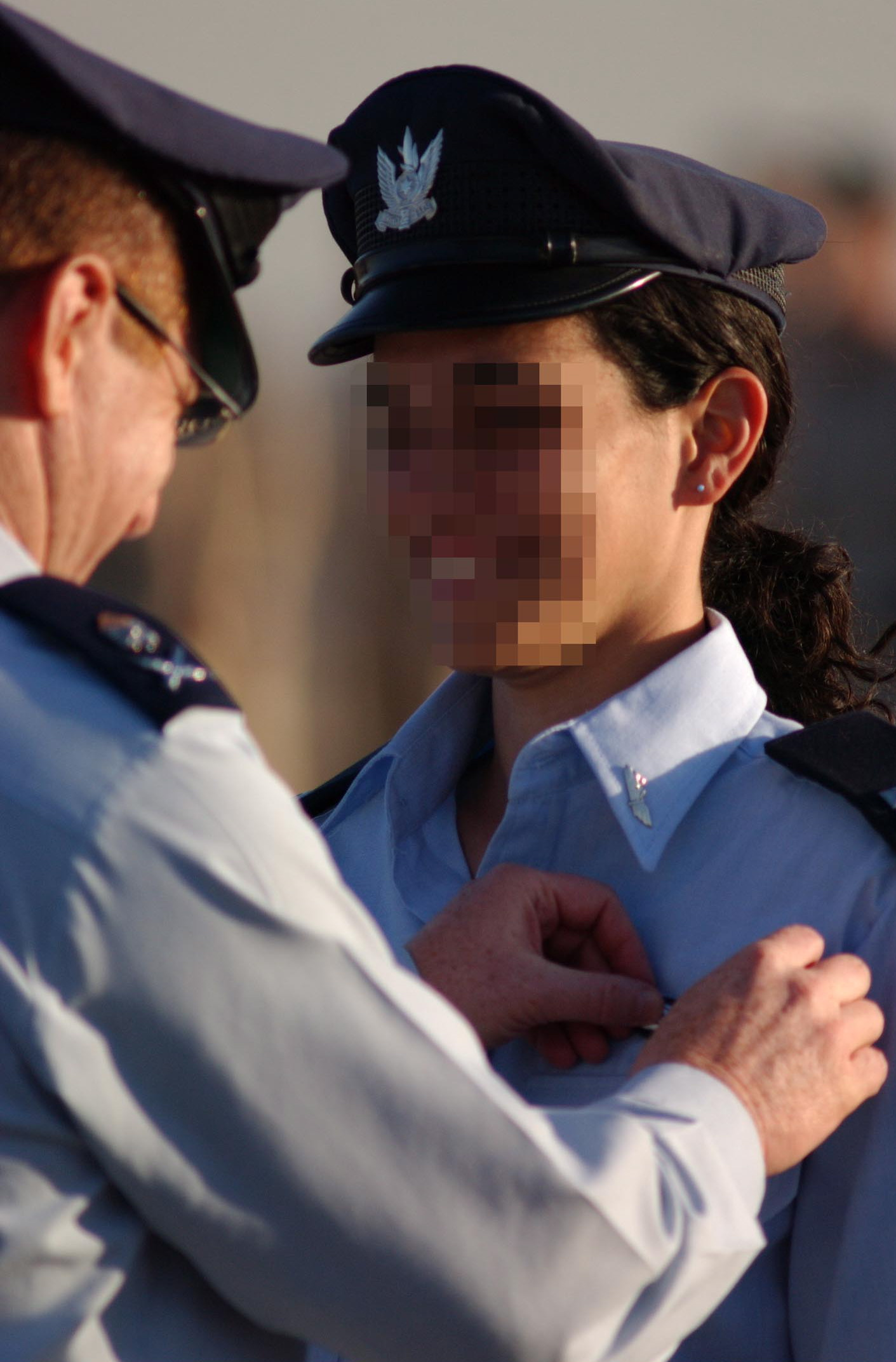
Eine IAF-Pilotin erhält das Flügel-Abzeichen im Dezember 2005
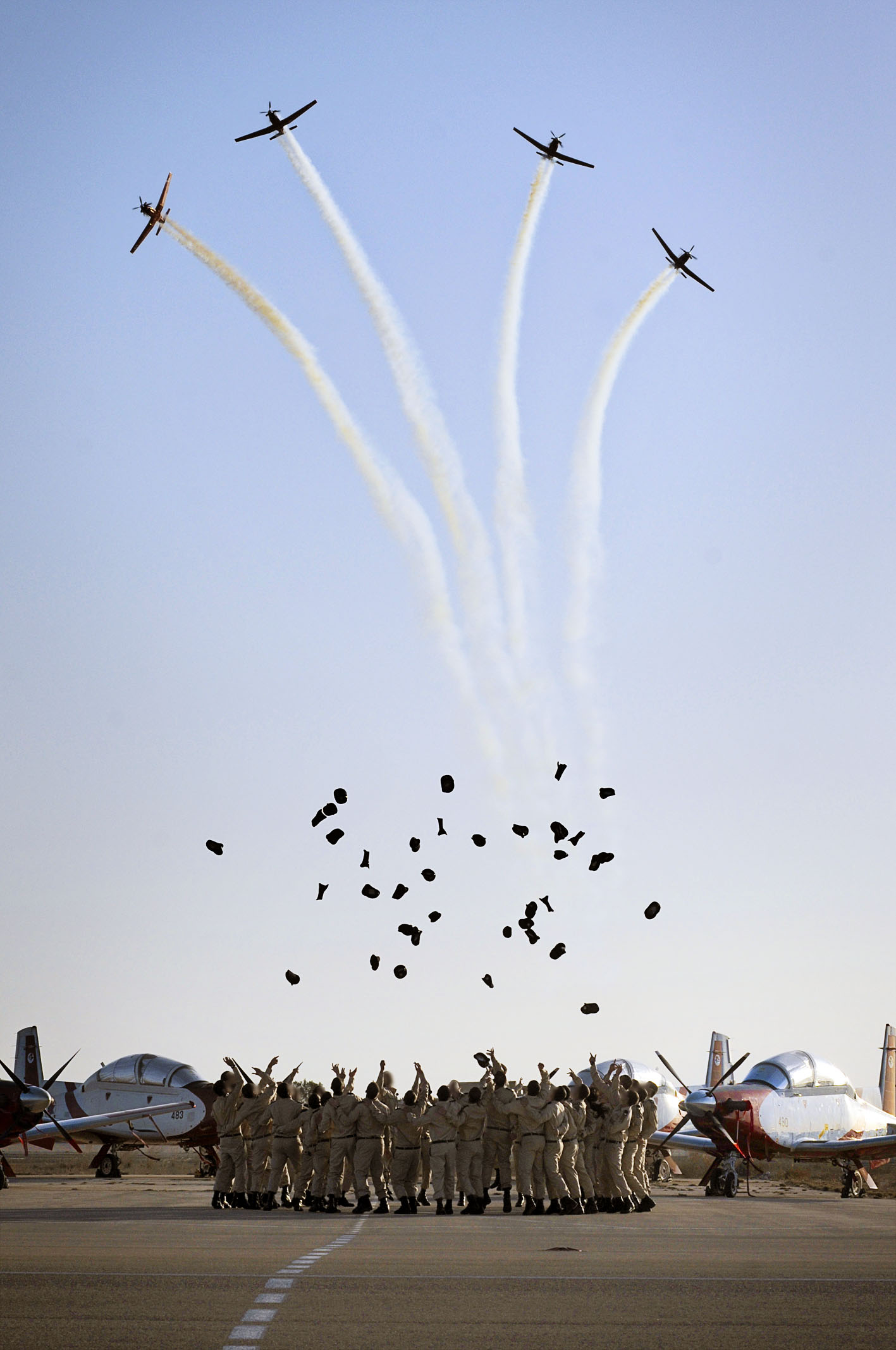
Die Piloten feiern im Dez. 2010 in einer Zeremonie ihren Erfolg